# 1393年
| 千纪： | 2千纪 |
| 世纪： | 13世纪 \| 14世纪 \| 15世纪                                                                                 |
| 年代： | 1360年代 \| 1370年代 \| 1380年代 \| 1390年代 \| 1400年代 \| 1410年代 \| 1420年代                           |
| 年份： | 1388年 \| 1389年 \| 1390年 \| 1391年 \| 1392年 \| 1393年 \| 1394年 \| 1395年 \| 1396年 \| 1397年 \| 1398年 |
| 纪年： | 癸酉年（鸡年）；明洪武二十六年；越南光泰六年；日本明德四年                                                 |

## 大事记
- 1月28日——燃燒的舞會（法语：Bal des Ardents）：法國國王查理六世法院的四名成員死於一場化妝舞會的火災。
- 二月，錦衣衛指揮蔣瓛指控藍玉謀反，連累一萬五千人被殺，包括一公爵、十三侯爵、二伯爵，史稱「藍玉案」。[1]
- 明朝在這年的全國人口為10652870戶、60545812人。[2]
- 從伊兒汗國分裂出來的札剌亦兒王朝被帖木兒帝國滅亡。

## 逝世
- 藍玉，明朝初年名將，常遇春妻弟，封涼國公。
- 詹徽，明朝元勳詹同之子，官拜吏部尚書，受藍玉案牽連而死。
- 傅友文，明朝元勳潁國公傅友德之子，受藍玉案牽連而死。